# Operación Libertad Duradera-Trans Sahara
La Operación Libertad Duradera-Trans Sahara (en inglés, Operation Enduring Freedom-Trans Sahara, también conocida por sus siglas a partir del inglés OEF-TS) es el nombre de una operación militar liderada por Estados Unidos en colaboración con varias naciones socias en la región del Sahara y el Sahel de África. Se trata de una operación de contraterrorismo y control del tráfico de armas y droga a través de África Central. Forma parte de la Guerra Contra el Terrorismo global. Existe otra misión OEF de "Libertad Duradera" de EE. UU. en África, la Operación Libertad Duraderra - Cuerno de África (OEF-HOA).
Dentro de esta operación se enmarca la Iniciativa Transahariana de Lucha contra el Terrorismo.